# Hafner (Familienname)
Hafner ist ein häufiger Familienname.

## Herkunft
Er leitet sich als Berufsname vom Hafner, einem Töpfer oder Ofensetzer, her.
Schreibvarianten sind etwa Haffner, Häfner, Hefner, Heffner.

## Namensträger

### A
- Adolf Hafner (1926–2019), österreichischer Eishockeyspieler
- Aemilian Hafner (1739–1823), Benediktinerabt
- Albert Hafner (Bibliothekar) (1826–1888), Schweizer Pfarrer, Bibliothekar und Volkskundler
- Albert Hafner (Archäologe) (* 1959), deutscher Archäologe und Hochschullehrer
- Alexander Hafner (* 1935), Schweizer Wirtschaftsmanager und Verbandsfunktionär
- Alfred Hafner (Architekt) (1856–1896), Schweizer Architekt
- Alfred Hafner (Verleger) (1866–1954), schweizerisch-US-amerikanischer Verleger und Buchhändler
- Alphons Hafner (1742–1807), Benediktiner, Abt von Ettal
- Alwin Albert Hafner (1930–2016), Schweizer Geistlicher, Bischof von Morombe
- Andreas Hafner (* 1960), Schweizer Maler und Künstler
- Amira Hafner-Al Jabaji (* 1971), Schweizer Islamwissenschaftlerin und Publizistin
- Annette Hafner (* 1971), deutsche Architektin, Bauingenieurin und Hochschullehrerin
- Anton Hafner (Bankier) (1881–1950), deutscher Bankier (Bankhaus Hafner)
- Anton Hafner (Kameramann) (auch Anton Haffner; 1901–1987), Fotograf und Kameramann, Assistent von Leni Riefenstahl; Mitwirkung an NS-Propagandafilmen
- Anton Hafner (Maler) (auch Toni Hafner; 1912–2012), österreichischer Maler und Komponist
- Anton Hafner (Offizier) (1918–1944), deutscher Offizier
- Arthur W. Hafner (1943–2018), US-amerikanischer Bibliothekar
- August Hafner (Fabrikant) (1882–1948), schweizerisch-US-amerikanischer Textilfabrikant
- August Hafner (Ruderer) (1917–?), Schweizer Ruderer

### B
- Beni Hafner, bayerischer Liedermacher, siehe Oimara
- Bernhard Hafner (* 1940), österreichischer Architekt

### C
- Carl Hafner (1830–1891), deutscher Unternehmer und Firmengründer
- Christian Hafner (* 1972), italienischer Naturbahnrodler

### D
- Dean Hafner (* 1996), israelische Schauspielerin

### E
- Emil Hafner (1917/1927–2021), australischer Graveur und Unternehmer tschechischer Herkunft
- Emilie Hafner-Burton (* 1973), französisch-US-amerikanische Politikwissenschaftlerin und Hochschullehrerin
- Erich Hafner (* 1959), österreichischer Politiker (FPÖ)
- Ernst Hafner (* 1949), österreichischer Maler und Autor
- Eugen Hafner (1924–2015), deutscher Soziologe, Hochschullehrer und Heimatforscher

### F
- Fabian Hafner (* 1993), österreichischer Fußballspieler
- Fabjan Hafner (1966–2016), österreichischer Schriftsteller, Literaturwissenschaftler und Übersetzer slowenischer Abstammung
- Felix Hafner (Jurist) (* 1956), Schweizer Jurist
- Felix Hafner (Regisseur) (* 1992), österreichischer Theaterregisseur
- Florian Hafner (* 1994), Schweizer Unihockeyspieler
- Franz Hafner (Historiker) (1609–1671), Schweizer Historiker und Chronist
- Franz Hafner (Forstwissenschaftler) (1903–1985), österreichischer Forstingenieur und Hochschullehrer
- Franz Hafner (Theaterleiter) (1912–1999),  deutscher Schauspieler, Regisseur und Theaterleiter
- Franz Hafner (Innenarchitekt) (1928–2010), deutscher Innenarchitekt und Designer
- Franz Hafner (Architekt) (1929–2021), Schweizer Architekt
- Franz Xaver Hafner (1912–1993), deutscher Bankkaufmann und Politiker (CSU)
- Fred Hafner, deutscher Wirtschafts-, Verkehrs- und Reise-Journalist, Herausgeber und Chefredakteur
- Friedrich Hafner (1860–1937), Schweizer Architekt
- Fritz Hafner (1877–1964), deutscher Maler österreichischer Herkunft
- Fritz Hafner (Politiker) (1898–1978), Schweizer Politiker (KPS) und Präsident der Zürcher Arbeitslosenbewegung

### G
- Georg Hafner (Historiker) (* 1945), Schweizer Historiker
- Georg M. Hafner (* 1947), deutscher Journalist und Autor
- Georg Wilhelm Hafner (1850–1917), deutscher Geistlicher
- Gerd Hafner, Pseudonym von Willy E. J. Schneidrzik (1915–2007), deutscher Chirurg und Schriftsteller
- Gerhard Hafner (Jurist) (* 1943), österreichischer Rechtswissenschaftler und Hochschullehrer
- Gerhard Hafner (Abt) (* 1964), österreichischer Geistlicher, Abt von Admont
- German Hafner (1911–2008), deutscher Archäologe und Autor
- Gotthilf Hafner (1898–1977), deutscher Lehrer, Germanist und Literaturwissenschaftler
- Gottlob Eberhard von Hafner (1785–1858), deutscher Theologe
- Gustav Hafner (?–1861), österreichischer Violinist

### H
- Hans Hafner (Politiker) (* 1938), österreichischer Politiker (ÖVP)
- Hans Hafner (Komponist) (* 1972), deutscher Komponist und Sounddesigner
- Hans-Jürgen Hafner (* 1972), deutscher Kunstkritiker und Kurator
- Heinrich Hafner (Richter) (1838– 1902), Schweizer Jurist und Bundesrichter
- Heinrich Hafner (Ingenieur) (1900–1951), Schweizer Elektroingenieur
- Heinz Hafner (1940–2003), Schweizer Ornithologe
- Hermann Hafner (* 1939), deutscher evangelischer Pfarrer, Theologe, Publizist und Geschäftsführer der Karl-Heim-Gesellschaft
- Hubert Hafner (* 1952), deutscher Jurist und Politiker (CSU)

### I
- Ingrid Hafner (1936–1994), britische Schauspielerin

### J
- Jakob Hafner († 1806), deutscher Pfarrer
- Jakob Hafner (1754–1809), deutsch-niederländischer Reiseschriftsteller, siehe Jacob Haafner
- Jonas Hafner (* 1940), deutscher Künstler und Hochschullehrer
- Johann Hafner (Komponist) (auch Johannes Hafner; 1901–1985), deutscher Kirchenmusiker und Komponist
- Johann Evangelist Hafner (* 1963), deutscher Theologe und Philosoph
- Johann Peter Hafner (1881–1966), deutscher Kommunalpolitiker und Beigeordneter
- Johann Ulrich Hafner (1827–1891), Schweizer Ingenieur, Unternehmer und Politiker
- Johannes Hafner (1827–1885), deutscher Gärtner und Pomologe
- Jörg Hafner (* 1965), Schweizer Skilangläufer und Waffenläufer
- Josef Hafner (Lithograf) (1799–1891), österreichischer Farblithograf
- Josef Hafner (Politiker) (1875–1932), österreichischer Politiker (SPÖ)
- Josef Hafner (Musiker) (1950–2010), österreichischer Blasmusiker
- Josef Anton Hafner (1709–1756), deutscher Maler
- Jürg Hafner (* 1962), Schweizer Angiologe, Dermatologe und Hochschullehrer
- Jürgen Hafner (* 1945), deutscher Physiker und Hochschullehrer

### K
- Karl Hafner (Archivar) (1875–1945), österreichischer Archivar und Autor
- Karl Hafner (Politiker) (1878–1947), Schweizer Jurist, Beamter und Politiker (FP)
- Karl Hafner (Pädagoge) (1894–1971), deutscher Komponist, Dirigent und Stimmpädagoge
- Karl Hafner (Schriftsteller) (1905–1945), österreichischer Schriftsteller
- Karl Anton Hafner (1878–1946), deutscher Jurist
- Karl Horst Hafner (* 1958), österreichischer Schriftsteller
- Karoline Hafner (1898–1984), österreichische Malerin
- Katie Hafner (* 1957), US-amerikanische Journalistin
- Klaus Hafner (1927–2021), deutscher Chemiker
- Kurt Hafner (Dichter) (1926–2015), deutscher Dichter und Fotograf
- Kurt Hafner (Kunstförderer) (1931–2006), deutscher Geschäftsführer, Kunstförderer und Herausgeber

### L
- Leo Hafner (1924–2015), Schweizer Architekt
- Leopold Hafner (Bildhauer, 1859) (1859–1925), böhmisch-österreichischer Bildhauer
- Leopold Hafner (Bildhauer, 1930) (1930–2015), deutscher Bildhauer
- Lucette Hafner (* 1926), Schweizer Keramikerin und Designerin

### M
- Marc Hafner (* 1986), deutscher Handballspieler
- Maria Hafner (Wohltäterin) (1891–1969), österreichische Rotkreuz-Helferin
- Maria Hafner (Malerin) (1923–2018), Schweizer Malerin und Grafikerin
- Maria Hafner (Musikerin) (* 1980), deutsche Musikerin und Schauspielerin
- Markus Hafner (Märk, Märku; 1928–2020), Schweizer Volksmusiker, Komponist und Autor
- Marylin Hafner (1925–2008), US-amerikanische Künstlerin

### N
- Nils Hafner (* 1973), deutscher Wirtschaftswissenschaftler

### O
- Oswald Hafner (1806–1882), deutscher Lyriker
- Otto Hafner (Geistlicher) (1868–1940), deutscher katholischer Priester und Regional-Kirchenhistoriker
- Otto Hafner (1904–1986), deutscher Ingenieur, NS-Gegner, Gerechter unter den Völkern
- Otto H. Hafner (1898–1966), US-amerikanischer Verleger

### P
- Paul Hafner (Galerist) (* 1951/1952), Schweizer Kunstgalerist
- Paul Hafner (Fußballspieler) (* 1977), österreichischer Fußballspieler und -trainer
- Paul Maria Hafner (1923–2010), italienischer Offizier der Waffen-SS
- Peter Hafner (Mediziner) (1526–1592), Schweizer Wundarzt
- Peter Hafner (Eishockeyspieler) (* 1983), US-amerikanischer Eishockeyspieler
- Philipp Hafner (1735–1764), österreichischer Schriftsteller und Literaturkritiker

### R
- Ralf Hafner (* 1959), deutscher Wirtschaftswissenschaftler und Hochschullehrer
- Robert Hafner (Unternehmer, 1866) (1866–1946), deutscher Unternehmer
- Robert Hafner (Unternehmer, 1900) (1900–1989), deutscher Unternehmer
- Robert Hafner (Statistiker) (* vor 1947), Statistiker und Hochschullehrer
- Rolf Hafner (* 1946), Schweizer Anwalt und Präsident der Schweizerischen Buddhistischen Union (SBU)
- Rudi Hafner (Rudolf Hafner; 1920–2008), deutscher Maler und Zeichner
- Rudolf Hafner (Maler) (1893–1951), österreichischer Maler und Bühnenbildner
- Rudolf Hafner (Politiker) (* 1951), Schweizer Betriebsökonom und Politiker (glp)

### S
- Sabina Hafner (* 1984), Schweizer Bobsportlerin und Skeletonfahrerin
- Sebastian Hafner (* 1982), deutscher Musiker, siehe Itchy (Band)
- Stanislaus Hafner (1916–2006), österreichischer Slawist
- Siegfried Hafner (1925–2013), österreichischer Bildhauer
- Stefan Hafner (Geologe) (1932–2014), Schweizer Geologe
- Stefan Hafner (Drehbuchautor) (* 1976), österreichischer Drehbuchautor

### T
- Theodor Hafner (1890–1951), Schweizer Dramatiker und Schriftsteller
- Thomas Hafner (* 1955), deutscher Architekt, Architektur- und Wohnungsbauhistoriker und Publizist
- Tobias Hafner (1833–1921), deutscher Lehrer, Schriftsteller und Historiker
- Tomo Hafner (* 1980), slowenischer Eishockeyspieler

### U
- Ulrich Hafner (* vor 1966), deutscher Pianist, Organist und Kirchenmusiker
- Urs Hafner (* 1968), Schweizer Neuzeithistoriker
- Ursula Hafner (Politikerin) (* 1943), Schweizer Politikerin (SP), Nationalrätin
- Ursula Hafner-Wipf (* 1949), Schweizer Politikerin (SP), Regierungsrätin

### V
- Verena Hafner, Professorin für Adaptive Systeme an der Humboldt-Universität zu Berlin
- Vinko Hafner (1920–2015), jugoslawischer Politiker und Gewerkschafter

### W
- Walter Hafner (Chemiker) (1927–2004), deutscher Chemiker
- Walter Hafner (Tischtennisspieler) (* um 1940), deutscher Tischtennisspieler
- Wilhelm Hafner (* 1958), deutscher Organist und Musikwissenschaftler
- Wolfgang Hafner (Theologe) (1922–1986), Schweizer katholischer Theologe und Bibliothekar
- Wolfgang Hafner (Journalist) (1949–2021), Schweizer Journalist und Historiker